# Vinicius Claussen
Vinicius Cardoso Claussen da Silva (Teresópolis, 3 de outubro de 1978) é um empresário político brasileiro filiado ao Partido Liberal (PL). É o ex-prefeito de Teresópolis, município localizado no interior do Rio de Janeiro.

## Vida pessoal
Filho de bancários, formado em administração pelo Centro Universitário Serra dos Órgãos e pós-graduado em gestão na Fundação Getúlio Vargas, iniciou sua trajetória profissional trabalhando no setor de habitação da agência da Caixa Econômica Federal de Teresópolis.

## Política
Em 2018, elegeu-se prefeito de Teresópolis com 36,58% dos votos, apenas 22 votos de diferença para o segundo colocado. Em 2020, foi reeleito com 56,17% dos votos, tornando-se o prefeito mais votado da história do município.